# Pulcynamic 2
Le Pulcynamic 2 est aéronef à propulsion humaine construit sur un ULM Vector équipé du système de battement d'ailes d'Yves Rousseau. 

## Présentation
Le 20 avril 2006, à sa 212e tentative, Yves Rousseau aux pédales de son Pulcynamic 2 a réussi à voler sur une distance de 64 mètres, observé par des officiels de l'Aéro-Club de France. C'est le premier vol humain à force musculaire à ailes battantes.
Il aura fallu exécuter 212 vols expérimentaux et treize années de travail, pour que Yves arrive à se tenir en vol, avec une aile peu performante et à la force musculaire.           
En comparaison, Paul McCready, obtenait 4,5 kg de poussée avec comme pilote un champion cycliste.
Il tenait en vol grâce à une machine extrêmement légère de 34 m d’envergure.
Le Pulcynamic 2 pèse 75 kg, son envergure est de 11 m, sa finesse est de 10.
La poussée dynamique par les battements approche des 11,5 kg.
Caractéristiques du Vector :
- Envergure : 10,70 m
- Longueur : 5,50 m
- Hauteur : 2,40 m